# Štefan Pauli
Štefan Pauli ali Števan Pavel (madžarsko Pauli István ali Pável István), slovenski rimskokatoliški župnik, * 13. julij 1760, Beltinci, † 29. januar 1829, Sombotel
Njegova starša sta bila Marko (Pavel) Pauli in Katarina Grek. Bogoslovje je študiral v Bratislavi. Posvečen je bil leta 1789. Eno leto je bival v Sombotelu v duhovniški hiši. 27. februarja 1790 je prišel v Pertočo. Od leta 1797 je bil tam tudi župnik. 1. oktobra 1822 se je upokojil. Umrl je v Sombotelu.
On ali Juri Kous je okrog leta 1800 napisal pertoško pesmarico.